# EPA (Zweden)

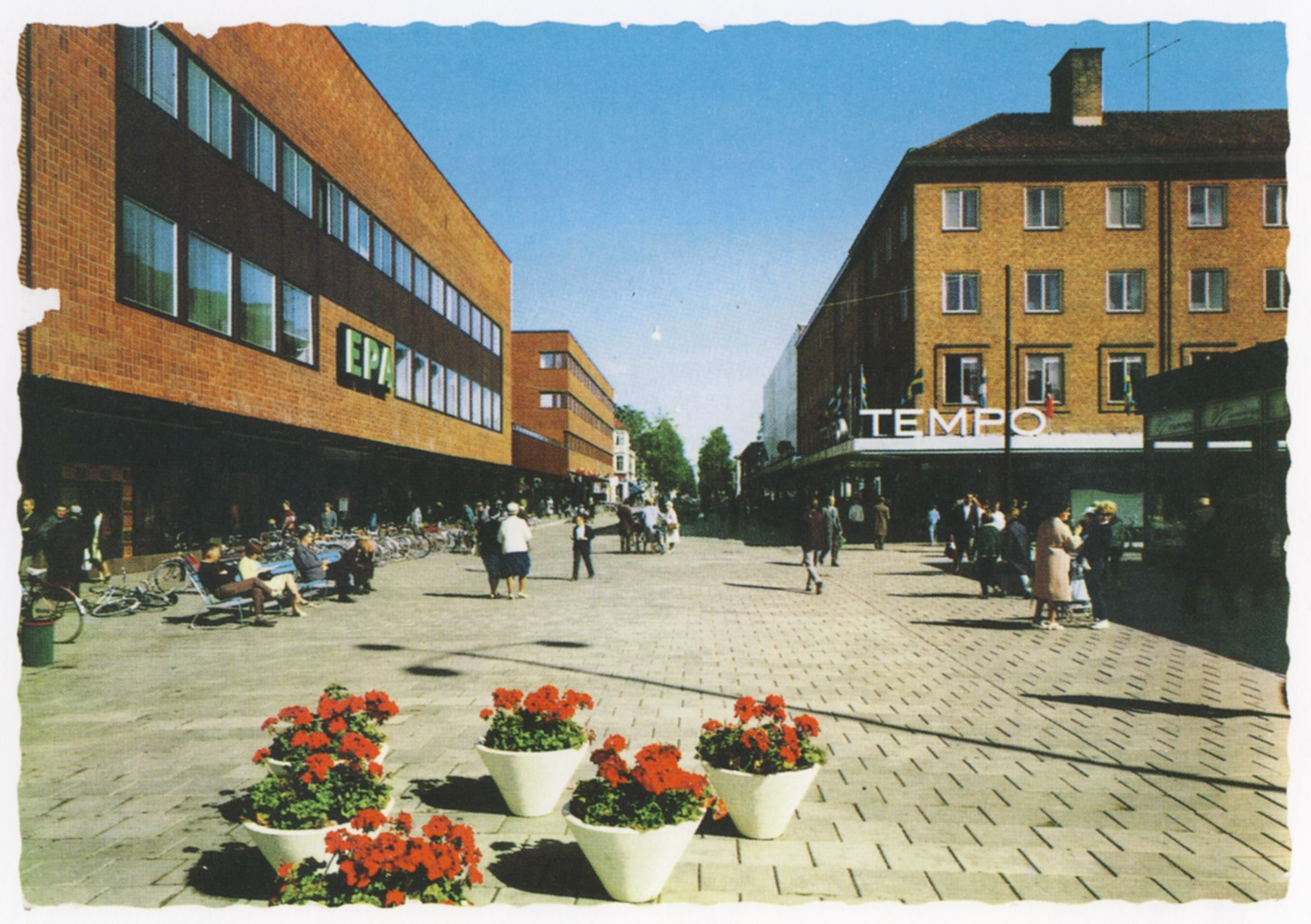
EPA en Tempo warenhuis in Umeå, 1960.

EPA (afkorting van Enhetsprisaktiebolaget, afgekort Enhetspris AB) was een warenhuisketen met winkels in heel Zweden, maar ook in Noorwegen en Denemarken. EPA stond voor lage prijzen en vaak een wat eenvoudigere kwaliteit. Het bedrijf werd opgericht door Josef Sachs en Herman Gustaf Turitz, die eerder respectievelijk de warenhuizen Nordiska Kompaniet in Stockholm en Grand Bazar in Göteborg leidden.

## Geschiedenis

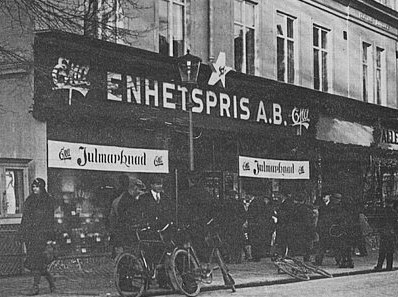
Het eerste EPA-warenhuis werd op 7 november 1930 geopend op Storgatan 3 in Örebro.

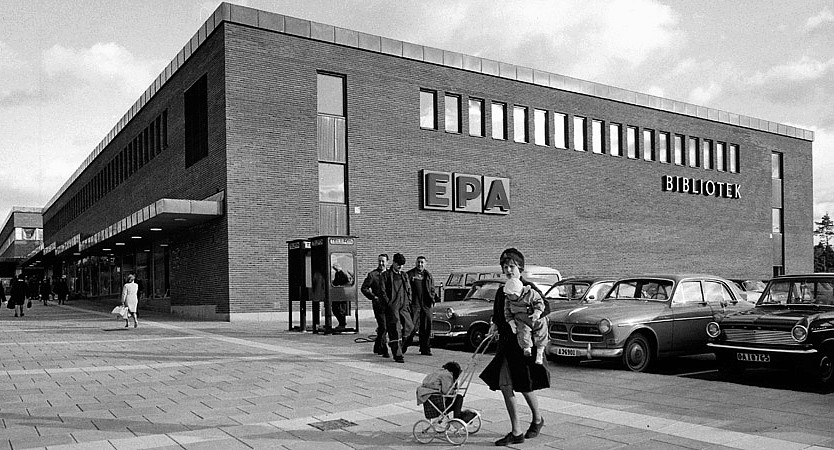
EPA Warenhuis in Handen, 1966.

Het concept van een discountwarenhuis was al in 1879 in de Verenigde Staten gelanceerd door F.W. Woolworth en Turitz en Sachs lieten zich hierdoor inspireren. Het assortiment bestond uit producte uit de lagere prijsklassen.
Turitz kwam oorspronkelijk uit Sundsvall, maar na studies in het buitenland verhuisde hij naar Göteborg, waar hij samen met handelsman Henning Schlasberg uit Landskrona besloot om in Göteborg een bazaar te openen onder de naam American Bazar. Het aandelenkapitaal bedroeg 6.000 Zweedse kronen, verdeeld in 60 aandelen. Beide oprichters kregen 30 aandelen. Het bedrijf werd geleid door de toen 25-jarige Turitz. Op 14 december 1909 opende American Bazar haar deuren op het terrein Kungsgatan 23 in Göteborg.
In 1913 werd een filiaal, AB Varuhuset Skandia, opgericht op Östra Hamngatan in het huidige gebouw van Bräutigam op de hoek van Kungsgatan en Östra Hamngatan in Göteborg, dat fel concurreerde met de Grand Bazar van Åkerlund en Pauli op Kungsgatan 49, de grootste van de concurrenten. Dit resulteerde erin dat de Grand Bazar eind 1913 werd gekocht, terwijl Skandia werd geliquideerd. Het bedrijf breidde sterk uit en de groothandel werd op 1 april 1917 afgesplitst van de detailhandel, die de basis werd van AB Turitz &amp; Co.
In 1930 werd besloten om een dochteronderneming van AB Turitz & Co opgericht, EPA (Enhetspris AB) genaamd. De eerste winkels met de naam EPA werden in 1930 geopend in Örebro, daarna in Västerås, op 17 december 1930 op Götgatan in Stockholm en in 1931 op Odenplan in Stockholm, in Helsingborg en Lund.
De lancering was echter niet onomstreden en de lage prijzen leidden tot protesten van lokale handelaren. Omdat zowel Sachs als Turitz joods waren, werd een campagne met antisemitische elementen op gang. In 1934 werd een overheidsonderzoek ingesteld om te onderzoeken of de markt voor goedkope bedrijven gereguleerd moest worden om andere handel te beschermen, maar er was geen wetgeving en de warenhuisketen kon in Zweden blijven groeien.
In de jaren 1941-1971 werd de warenhuisketen Grand Bazar, later Grand, als zusterbedrijf van EPA opgenomen binnen de Turitz & Co.-groep. In de jaren zestig werd EPA Stormarknad op verschillende locaties in Zweden geopend. In 1978 fuseerden ze met Tempovaruhusen binnen het toenmalige NK-Åhléns, waarbij de naam werd veranderd in Tempo. Ten tijde van de fusie tussen EPA en Tempo had EPA ongeveer 100 warenhuizen met 12.000 medewerkers en een verkoop van 3 miljard Zweedse kronen. In 1985 werden alle Tempo warenhuizen omgevormd tot Åhléns warenhuizen of gesloten.

## Noorwegen
EPA vestigde zich in 1967 als de grootste huurder in het winkelcentrum Linderud in Oslo, het eerste op auto's berekende winkelcentrum van Noorwegen.
In Noorwegen werden de eerste jaren meer dan tien EPA-warenhuizen geopend in onder meer Fredrikstad, Trondheim, Sarpsborg, Stavanger, Linderud, in het Tveita senter en in Bergen. Halverwege de jaren zeventig waren er winkels in de grootste steden van Noorwegen. De EPA-winkels werden opgekocht door verschillende kleinere investeerders en veranderden in andere namen toen ze werden verkocht.